# Uroxys nebulinus
Uroxys nebulinus är en skalbaggsart som beskrevs av Henry Fuller Howden och Gill 1987. Uroxys nebulinus ingår i släktet Uroxys och familjen bladhorningar. Inga underarter finns listade i Catalogue of Life.